# Cao Ang
En aquest nom xinès, el cognom és Cao.
Cao Ang (175–197) va ser el fill major del senyor de la guerra de la tardana Dinastia Han Cao Cao. Va morir durant la batalla de Wancheng després de donar-li el seu cavall al seu pare durant l'escapada d'aquest.

## Biografia
Cao Ang va nàixer en el 175 de Cao Cao i la Dama Liu. Poc n'hi ha documentat sobre els seus primers anys de vida excepte que fou recomanat com xiaolian¹ als dinou.
En el 197, Cao Ang va seguir al seu pare en una campanya per prendre la província de Jingzhou (荆州, avui en dia Hubei i Hunan). Zhang Xiu, un senyor de la guerra menor que ocupava Wancheng (宛城, en l'actualitat Nanyang, Henan), es va rendir a Cao Cao. Cao Cao llavors es va casar amb l'esposa d'un oncle llunyà de Zhang Xiu, cosa que va disgustar molt a Zhang Xiu. Quan Cao Cao s'assabentà d'açò, secretament va tramar l'assassinat d Zhang Xiu. Amb tot, el pla se filtrà i Zhang Xiu prengué la iniciativa d'atacar el campament de Cao Cao.
Agafat per sorpresa, les tropes de Cao Cao es van veure desbordades per l'enemic. Durant la retirada frenètica, el cavall de Cao Cao va ser greument ferit per fletxes perdudes i no va poder portar-li més. Cao Ang li oferí el seu cavall a Cao Cao, sent així que va aconseguir escapar.
However, Cao Ang i el seu cosí Cao Anmin (曹安民) foren morts per l'enemic. En el Romanç dels Tres Regnes és mort a trets pels arquers.
Cao Ang va morir sense fills. Per tant, Cao Pi, després que va pujar al tron, decretà que el fill de Cao Jun (曹均) Cao Wan (曹琬) succeïra a Cao Ang.
¹ Durant la Dinastia Han, l'entrada a les localitzacions oficials es basaven principalment en les recomanacions. A cada comandància se li va donar una quota anual per recomanar els joves amb talent i moralment rectes, coneguda com xiaolian, que literalment significa filial i honest.

## Família
- Pare: Cao Cao
- Mare: la Dama Liu (劉夫人), servent de la Dama Ding, més tard es convertí en concubina de Cao Cao, va morir d'una malaltia a una edat jove.
- Mare adoptiva: la Dama Ding (丁夫人), primera esposa de Cao Cao, va criar a Cao Ang. Ella es va barallar amb Cao Cao després de la mort de Cao Ang.